# حارة ارحب (صنعاء)
ارحب هي إحدى حارات حي بني حوات (صنعاء) بمدينة الروضة شمال العاصمة اليمنية "صنعاء"، بلغ تعداد سكانها 612 نسمة حسب تعداد اليمن لعام 2004.